# Kopparnickel

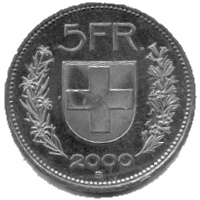
5 Schweizerfranc i kopparnickel

Kopparnickel, äldre paktong, är en legering bestående av koppar med tillsats av 25 % nickel och 0,05 till 0,4 % mangan, som används för tillverkning av silverfärgade mynt.
Legeringen kan ge nickelallergi för personer som handskas mycket med mynt, till exempel kassapersonal. Den som redan är allergisk mot nickel, kan tvingas använda handskar vid kassaarbete.